# Richard Hammond
Richard Hammond, né le 19 décembre 1969 à Solihull, est un animateur de télévision et de radio britannique. Il commence sa carrière à la télévision en 2002 en coprésentant l'émission Top Gear, avec Jason Dawe et Jeremy Clarkson, qui l’ont surnommé « le hamster » (en raison de sa petite taille par rapport à Clarkson et de la sonorité qui se rapproche de son nom). Il est rejoint l'année suivante par James May qui remplace Jason Dawe.

## Biographie
Un an après ses débuts à Top Gear, Richard Hammond devient coprésentateur de Brainiac: Science Abuse, une émission scientifique à caractère humoristique sur Discovery Channel. En mars 2004, il présente le tournoi annuel de concours canin anglais. Il présente également, cette même année, Should I Worry About...?, une émission scientifique diffusée sur la BBC. Il présente ensuite Petrolheads, un projet parallèle à Top Gear, mais 2005 met fin à sa présentation de Should I Worry About...? et de Brainiac: Science Abuse, à la suite de la signature d'un contrat d'exclusivité avec la BBC qui l'empêche de travailler pour une autre station de télédiffusion.
Hammond a également présenté les émissions Total Wipeout, avec Amanda Byram, Richard Hammond's Engineering Connections et Richard Hammond's Blast Lab.
En septembre 2006, il est victime d’un accident, lors d’un tournage de Top Gear. Ce jour-là, le véhicule qu’il pilote, un jet car, roule à plus de 460 km/h lorsque le pneu avant droit explose. Richard Hammond perd le contrôle, et après plusieurs tonneaux, son véhicule s’immobilise dans l’herbe, tête en bas. Soigné à l'hôpital de Leeds, il a diverses blessures, les plus importantes se situant au cerveau. Le tournage de l'émission a été partiellement différé, tout comme sa diffusion. En janvier 2007, Richard Hammond retrouve ses capacités et ses deux collègues lui rendent hommage lors d’une émission spéciale durant laquelle des images tournées lors de l’incident sont diffusées.
À la suite de cet accident, il écrit, en 2007, un livre retraçant l'événement, intitulé On The Edge: My Story. C'est la première des trois autobiographies qu'il écrit. Il rédige également, depuis 2005, des livres sur l'automobile, tels que What Not to Drive (publié en 2005) et Can You Feel the Force? (publié en 2006) et, depuis 2006, des livres pour enfants.

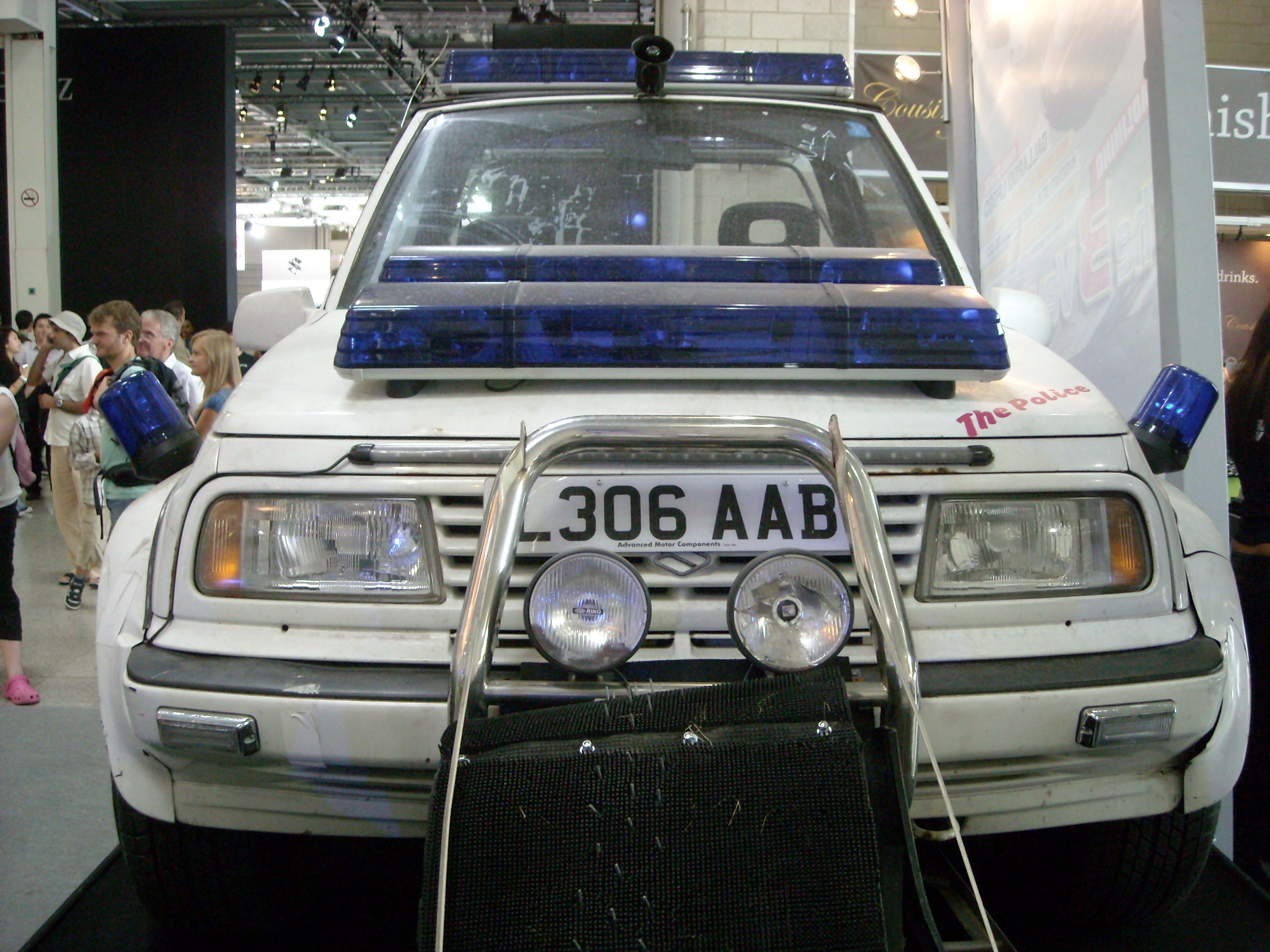
La voiture de police Suzuki de Richard Hammond dans Top Gear

En 2012, il présente la série documentaire Richard Hammond's Crash Course (en), où il présente et teste, aux États-Unis, des engins  du bâtiment.
Il est actuellement le présentateur de La Science de la bêtise (Science of Stupid), sur la chaîne National Geographic, une émission dans laquelle il analyse « scientifiquement » les vidéos d'accidents stupides filmés et mis en ligne par les internautes.

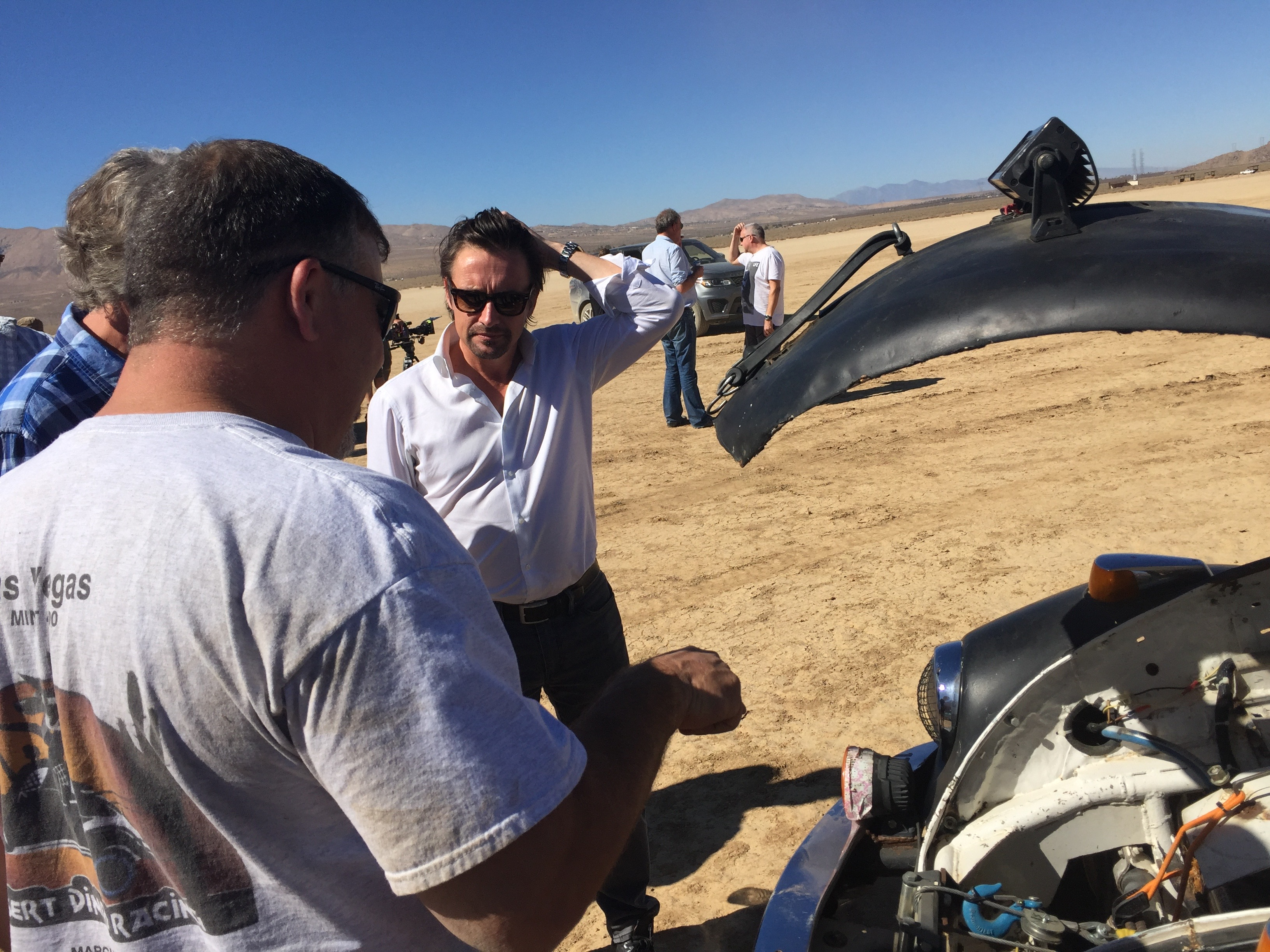
James May et Richard Hammond dans Le tournage de la scène d'ouverture de The Grand Tour

En avril 2015, après l'éviction de Jeremy Clarkson suivie du départ volontaire de James May, Hammond annonce lui aussi quitter Top Gear. Le 30 juillet, Hammond annonce sur son compte Twitter son retour dans une nouvelle émission automobile dont la diffusion est prévue pour l'automne 2016 sur la plateforme de vidéos en streaming d'Amazon. Il présentera ce programme, nommé The Grand Tour, avec Jeremy Clarkson et James May tandis qu'Andy Wilman, ancien producteur de Top Gear ayant lui aussi quitté l'émission lors du départ de Clarkson, travaillera à la production. Le contrat des trois animateurs, estimé à 250 millions de dollars, prévoit trois saisons de 12 épisodes chacune.
En juin 2017 il est victime d'un accident au volant d'une Rimac Concept One lors de l'enregistrement d'un épisode de The Grand Tour. C'est durant sa participation à la course de côte Bergrennen Hemberg dans le canton de Saint-Gall en Suisse qu'il sort de route. Richard Hammond parvient à s'extraire du véhicule par ses propres moyens avant que la voiture ne s'embrase. Il ne souffre finalement que d'une fracture du genou gauche.

## Vie privée
Richard Hammond vit actuellement avec sa femme Mindy et ses deux enfants dans le Gloucestershire et possède également un appartement à Londres. Il est la plupart du temps dans son manoir de Ross-on-Wye dont l'adresse a été divulguée dans un épisode de Top Gear. 
Il conduit une Porsche 911, une Dodge Charger, une Jaguar Type E et une Ford Mustang GT 390 fastback de 1968. Lors du test de l'Audi R8, il fait la course contre Jeremy Clarkson à bord de sa propre Porsche 911 et il utilise sa Jaguar Type E lors d'un épisode spécial de Top Gear. Il possède un Land Rover Defender en cours de restauration depuis plusieurs années.
Il possède un hélicoptère, un Robinson R44 Raven II, qu'il pilote lui-même. Il a obtenu sa licence sur un Bell 206 le 29 mars 2012. 

## Véhicules automobiles possédés
| Année | Marque     | modèle                            |
| ----- | ---------- | --------------------------------- |
| 1931  | Lagonda    | 2 Litres Supercharged             |
| 1942  | Ford       | GPW                               |
| 195?  | Bentley    | S1                                |
| 1963  | Opel       | Kadett (épisode spécial Botswana) |
| 1968  | Ford       | Mustang GT390                     |
| 1969  | Dodge      | Charger R/T                       |
| 1969  | Jaguar     | E-Type                            |
| 1979  | MG         | Midget                            |
| 198?  | Land Rover | 110                               |
| 1985  | Land Rover | Range Rover                       |
| 1987  | Land Rover | Defender                          |
| 1999  | Lotus      | Esprit 350 Sport                  |
| 2008  | Dodge      | Challenger SRT-8                  |
| 2009  | Land Rover | Discovery 4 SDV6 HSE              |
| 2015  | Porsche    | 911 GT3 RS                        |
| 2016  | Ford       | Mustang                           |
| 2017  | Ford       | Ranger                            |

## Anciens véhicules automobiles possédés
| Année | Marque       | Modèle                  |
| ----- | ------------ | ----------------------- |
| 1976  | Toyota       | Corolla Liftback        |
| 1982  | Porsche      | 911 SC,                 |
| 1994  | BMW          | 850Ci                   |
| 1994  | Porsche      | 928                     |
| 2006  | Porsche      | 911 (997) Carrera S     |
| 2007  | Fiat         | 500 Twinair             |
| 2009  | Aston Martin | DBS Volante             |
| 2009  | Morgan       | Aeromax                 |
| 2009  | Lamborghini  | Gallardo LP560-4 Spyder |
| 2013  | Porsche      | 911 GT3                 |